# Przestrzeń nakrywająca
Przestrzeń nakrywająca przestrzeni topologicznej {\displaystyle X} – para {\displaystyle ({\tilde {X}},p)} gdzie {\displaystyle p\colon {\tilde {X}}\mapsto X} jest przekształceniem ciągłym (zwanym przekształceniem nakrywającym) oraz
dla każdego punktu {\displaystyle x\in X} istnieje takie otoczenie {\displaystyle U} (zwane prawidłowo nakrytym), że podprzestrzeń {\displaystyle p^{-1}(U)} jest topologicznie równoważna sumie rozłącznej o składnikach homeomorficznych ze zbiorem {\displaystyle U,} przy czym przekształcenie nakrywające obcięte do dowolnego takiego składnika ustala ten homeomorfizm.